# 関口サムエル
関口 サムエル（せきぐち サムエル、1999年〈平成11年〉5月7日 - ）は、日本のプロバスケットボール選手。千葉県出身。ポジションはシューティングガード/スモールフォワード。B3リーグ・立川ダイスに所属している。

## 来歴
プロになる前は、主にストリートバスケで腕を磨いていた。16歳でポーランドのポロニア・ワルシャワと契約。ユースチームとトップチーム（ポーランドⅡリーガ）でプレーした。B.LEAGUEの複数のチームの練習に参加した後、2017年にポーランドのレギア・ワルシャワと契約した。セカンドチーム（ポーランドⅡリーガ）とU20に所属していた。
2018年7月、B.LEAGUEの富山グラウジーズと契約。
2019年11月01日、B3リーグの佐賀バルーナーズに入団。
2020年2月28日、B3リーグの東京八王子ビートレインズに入団。